# Jean Marco
 (septembre 2019).
Jean Marcopoulos dit Jean Marco, né le 17 décembre 1923 à Constantinople et mort le 24 juin 1953 à Connerré (Sarthe), est un chanteur français.
Chanteur-vedette de l'orchestre de Jacques Hélian de 1947 à sa mort en 1953, Jean Marco est le premier interprète de C'est si bon en 1948 et de You Rascal You devenu Vieille Canaille en français en 1951.

## Biographie
Jean Marco naît le 17 décembre 1923 à Constantinople. Ses parents, grecques, vinrent s’installer à Paris.
En 1936, il entre à la « Mané » (Manécanterie des Petits Chanteurs à la croix de bois) qui est située dans le 20e arrondissement de Paris. Il y fut l’un des deux ou trois chefs de chœur de la partie de sopranes. Avec la Mané, il chanta au Maroc, en Tunisie, Allemagne, Italie, Suisse, Belgique et dans toute la France. À l’époque, le groupe des Petits Chanteurs était réparti en 4 patrouilles, héritage du scoutisme. Chaque patrouille portait un nom de grand musicien. Jean Marco appartenait à la patrouille « Vincent d’Indy ».
En 1939, il apprend le métier de tailleur. Passionné par la guitare, il prend des cours avec le guitariste Johnny Sabrou. En 1945, il chante dans des galas et dans les cercles militaires inter-alliés. En 1946, il se produit dans des cabarets, fait des stages dans des orchestres, compose et enregistre ses premières chansons.
En 1947, son éditeur Jean Solar l'incite à présenter ses œuvres à Jacques Hélian. Après l'avoir écouté, il l'engage dans son orchestre comme chanteur-vedette. De 1948 à 1953, il enchaîne des tournées à travers le monde. Il enregistre, en tant que soliste, près de 130 chansons dont certaines créations resteront de grands succès comme C'est si bon et Maître Pierre (toutes deux composées par Henri Betti). Il a été le premier de sa génération à créer un nouveau style de chanteur de charme.
À partir de 1948 Jean Marco crée et chante en solo dans l'orchestre de nombreuses chansons dont beaucoup deviendront des succès : C'est si bon, Mes jeunes années, Maître Pierre, Le train du carnaval, M. Le Consul à Curitiba, Michigan, le Carrioleur, Malgré tout, L'amour se joue, Un amour vient de naître, Tout là haut, Pour rester près de vous, Tire l'aiguille, Sous un ciel orangé, Luna rossa, Le charme de Dolores, Toujours dans les nuages, Ma Petite Folie...
La chanson Vieille Canaille, (You rascal You), un standard américain qu'il interpréta en 1951, fut reprise en 1979 par Serge Gainsbourg.
Pendant la tournée du Super Circus avec Jacques Hélian et Tino Rossi et alors qu'il était sur le point de quitter l'orchestre pour entamer une carrière plus personnelle, Jean Marco décède dans un accident de voiture pendant la nuit du 23 au 24 juin 1953 au lieu-dit l'Epinay, dans la ville de Connerré. Dans sa voiture étaient également présents le saxophoniste Georges Cloud (tué sur le coup) et le percussionniste Jacky Bamboo (gravement blessé), qui étaient aussi des musiciens de l'orchestre de Jacques Hélian.
L’année suivante, à La Joie de vivre de Mgr Maillet au théâtre de l’Alhambra, Jacques Hélian est venu avec son orchestre pour évoquer son souvenir.
Jean Marco est enterré au cimetière de Belleville (8e division).